# Giraffens tårar
Giraffens tårar är en detektivroman av Alexander McCall Smith och handlar om den kvinnliga detektiven Mma Ramotswe och är uppföljaren till succéboken Damernas Detektivbyrå. Romanen följer vilka konsekvenser Mma Ramotswes förlovning med J.L.B. Matekoni får för deras tillvaro.